# ブローホール
ブローホール(溶接における気孔欠陥)とは金属又は固体同士を熱により溶接したとき、接合する物体の間にあった水分、油、鋼材表面の錆などの汚れや鋼材の錆発生防止のための塗料やめっきや気体が溶接部に入り込んだまま溶接した時に生じる空洞のことで、別称「ピット」や「ボイド」とも呼ばれる。
この空洞は金属疲労による接合部の破断を引き起こすことがある。特に1.5ｍｍ以上の空洞になると、金属はそこが弱点になり早期の構造物の崩壊に繋がり危険であるため溶接前に溶接面の錆等のゴミを取り除くことが重要となる

## ブローホールが原因の構造物崩壊例
・朱鷺メッセ連絡デッキ落下事故